# Edward Obeng Kufuor
Edward Obeng Kufuor es un diplomático ghanés retirado.
- En 1978 obtenía el premio Kom,[1] como  uno de los dos mejores alumnos de Procedimiento Civil y la permisión a actura como abogado en los cortes judiciales de Ghana.
- En 1965 se incorporó al Ministerio de Asuntos Exteriores de Ghana.
- En 1976 fue consejero de embajada en Brasilia.
- Ocupó los cargos de Asistente Personal del Ministerio de Asuntos Exteriores y director de supervisión del Departamento de Política y Económica del Ministerio.
- En 1991 fue consejero de misión ante la Sede de la Organización de las Naciones Unidas y desarrolló un gran interés en las operaciones de paz de las Naciones Unidas, que sirve como Coordinador Electoral Provincial, Provincia de Inhambane, Mozambique (ONUMOZ), y posteriormente como subadministrador municipal, Zvecan Municipio, Administración Provisional de las Naciones Unidas en Kosovo.
- De 1997 a 1999 fue Encargado de negocios en Luanda, (Angola).</ref>[2]
- De julio de 2001 a 2005 fue embajador en Seúl (Corea del Sur).[3]